# 琳達·斯皮爾克
琳達·斯皮爾克（英語：Linda Spilker，1955年—）是一名美國行星科學家，曾擔任探索土星的卡西尼號任務的項目科學家。她的研究興趣包括土星環的演變和動力學。她目前是航海家任務的專案科學家。

## 生平
斯皮爾克於1977年獲得加州州立大學富勒頓分校的物理學學士學位，並於1983年獲得加利福尼亞州立大學洛杉磯分校的物理學碩士學位。她於1992年獲得加州大學洛杉磯分校地球物理與太空物理博士學位。她於1977年加入噴射推進實驗室，最初為同年發射的航海家任務工作。她於1990年成為卡西尼號任務的科學家。1997年，她擔任NASA出版物的編輯，總結這項任務的收穫。2010年，她成為卡西尼號任務的專案科學家，負責指導整個團隊的科學調查工作。她曾在多部電視紀錄片節目中飾演自己，包括PBS Nova系列中的幾部。

## 榮譽
- NASA科學成就獎（1982年）[2]
- NASA團體成就獎（英语：NASA Group Achievement Award）（1982年—1989年、1998年、2000年、2009年、2011年）[2]
- NASA特殊服務獎章（英语：NASA Exceptional Service Medal）（2013年）[11][2]